# آندریاس لوبیتز
آندریاس لوبیتز (به آلمانی: Andreas Günter Lubitz) (زاده ۱۸ دسامبر ۱۹۸۷ در نویبورگ آن در دوناو – درگذشته ۲۴ مارس ۲۰۱۵ در پرا-اوت-بلِئون) کمک خلبان آلمانی شرکت جرمن وینگز بود که در صبح روز سه‌شنبه، ۲۴ مارس ۲۰۱۵ (۴ فروردین ۱۳۹۴) و در سن ۲۷ سالگی یک هواپیمای مسافربری را – که خودش کمک خلبان آن بود و دقایقی هدایتش را بر عهده گرفته بود – بر فراز خاک فرانسه به کوه‌های آلپ زد و منجر به کشته شدن خود و دیگر سرنشینان هواپیمای مسافربری (در مجموع ۱۵۰ نفر) شد.
وی مظنون به این است که این اقدام را به‌طور عمد انجام داده و تمایل به خودکشی داشته است.

## جزئیات پرواز
این هواپیمای مسافربری از نوع ایرباس ای۳۲۰ و متعلق به شرکت ژرمن وینگز بود و از فرودگاه شهر بارسلون اسپانیا در حال سفر به دوسلدورف آلمان بود.

## تحقیقات از اندریاس
رئیس خطوط هوایی جرمن وینگز که زیرمجموعه‌ای از لوفت‌هانزا است، روز پنج‌شنبه ۲۶ مارس ۲۰۱۵ (۶ فروردین ۱۳۹۴) اعلام کرده بود که این کمک خلبان در طول دوره کارآموزی‌اش یک توقف چند ماهه داشته است. وی اما علت این وقفه را فاش نکرد. رئیس ژرمن وینگز در عین حال تصریح کرد که وی صد درصد «قابلیت انجام پرواز» را داشته است.
روز جمعه، ۲۷ مارس ۲۰۱۵ (۷ فروردین ۱۳۹۴) پلیس شهر دوسلدورف که منزل شخصی آندریاس لوبیتز در آن قرار دارد اعلام کرد که در بازرسی از منزل او مدارکی دال بر ابتلای وی به بیماری افسردگی پیدا کرده است. یک گواهی پزشکی پاره شده نیز در میان این مدارک است که بر اساس آن پزشک در روز پرواز برای وی مرخصی استعلاجی نوشته است.
در روز جمعه ۲۷ مارس ۲۰۱۵ (۷ فروردین ۱۳۹۴) دادستانی آلمان نیز اعلام کرد که آندریاس لوبیتز بیماری خود را از روسا و همکارانش در شرکت هواپیمایی ژرمن وینگز پنهان کرده بوده است.
در روز سه شنبه ۳۱ مارس ۲۰۱۵ (۱۱ فروردین ۱۳۹۴) بنابر اخبار منتشر شده در وب سایت یورونیوز، شرکت لوفت‌هانزا اعلام کرد که آندره آس لوبیتس، کمک خلبان شرکت هواپیمایی ژرمن وینگز آلمان، مرکز آموزش خلبانی این شرکت را از یک «دوره افسردگی جدی» خود مطلع کرده بود.
روزنامه بیلد چاپ آلمان نیز اعلام کرده بود که آندریاس از شش سال پیش به افسردگی مبتلا بوده و در مجموع یک سال و نیم تحت درمان بوده است.
در بازرسی پلیس شهر دوسلدورف از منزل مسکونی آندریاس، مدارکی از سازمان هواپیمایی کشوری آلمان پیدا شده که در آن آندریاس دارای کد (SIC" (Specific Regular Medical Examination" است بدین مفهوم که به طور مرتب باید تحت کنترل پزشکی باشد. این کد البته مشخص نمی‌کند که این کنترل جسمی یا روحی است و چه نوع بیماری‌هایی را شامل می‌شود.
آندریاس لوبیتز با والدین خود در شهر مونتابائور، در حوالی شهر فرانکفورت، زندگی می‌کرده اما یک آپارتمان هم در شهر دوسلدورف داشته است.
دوست دختر سابق او که ۲۷ سال دارد و معلم ریاضی است، در مصاحبه‌ای مدعی شد که لوبیتز زمانی به او گفته است روزی کاری خواهد کرد که همه نامش را خواهند شناخت و فراموش نخواهند کرد. تعدادی از رسانه‌ها نیز خبر داده‌اند این دختر که اخیراً از لوبیتس جدا شده بود، از او حامله است. علاوه بر این، در پی کشف داروهای ضد افسردگی در آپارتمان او برخی رسانه‌ها به‌سرعت نتیجه گرفتند که او مشکلات روانی شدید داشته و عمیقاً نگران آینده شغلی اش بوده است.

## پیامدها
این رخ داد باعث شد تا تدابیر برای سنجش سلامت روان خلبانان تشدید شود. تا پیش از این در هیچ کجای اروپا جدیتی برای این امر مرسوم نبوده است.
به طور مثال پس از این حادثه دولت استرالیا به تمام خطوط هوایی خود دستور داد تا حضور دائمی دو نفر در کابین خلبان را اجباری کنند.
همچنین بنابر اعلام وب سایت خبری یورونیوز در روز سه شنبه ۳۱ مارس ۲۰۱۵ شرکت لوفت‌هانزا، جشنهای شصتمین سالگرد تأسیس این شرکت را لغو کرد.